# Deutsche Fußballnationalmannschaft (U-17-Juniorinnen)

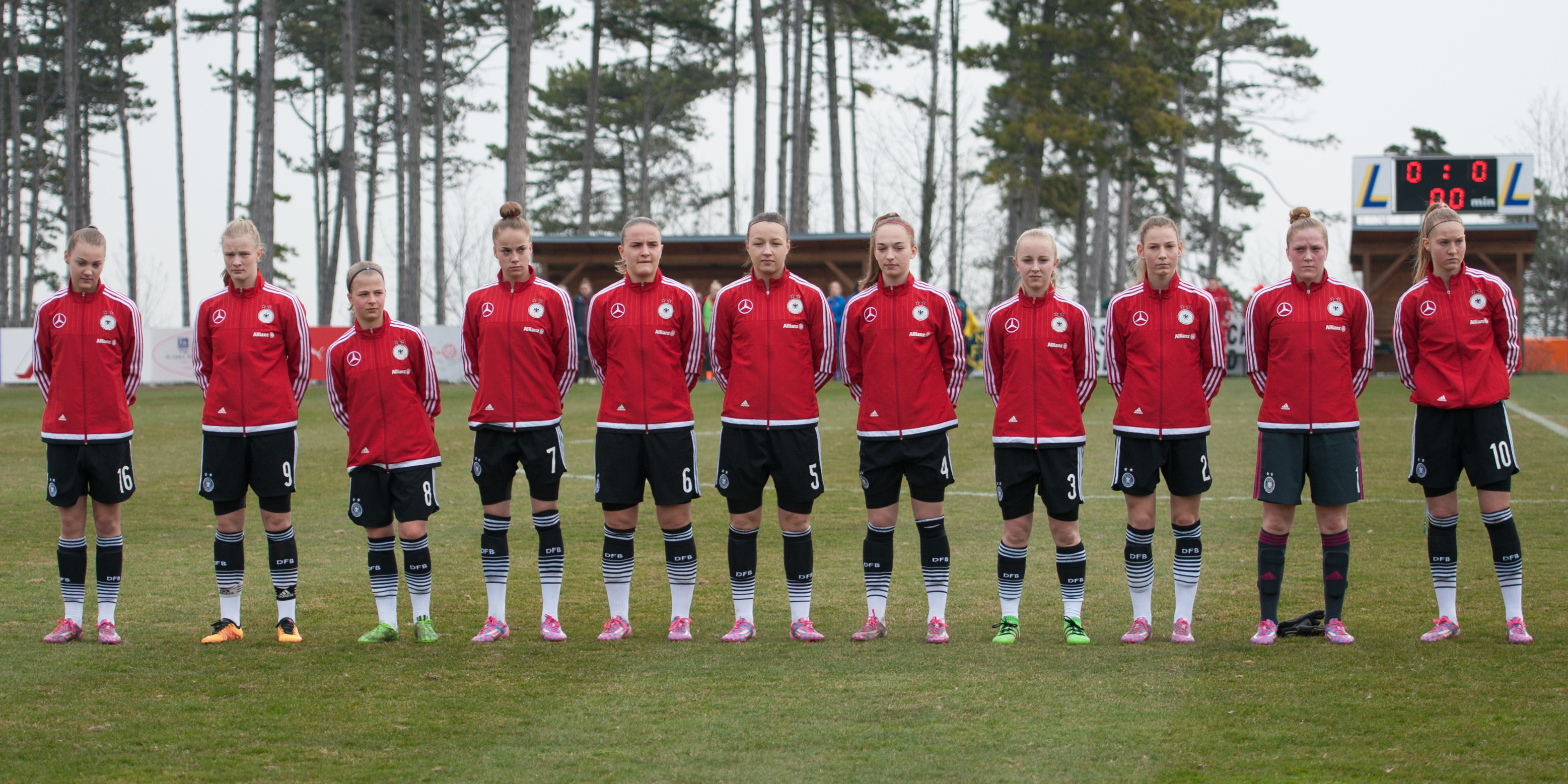
Mannschaft in der Eliterunde der EM 2016

Die deutsche Fußballnationalmannschaft der U-17-Juniorinnen repräsentiert Deutschland im internationalen Frauenfußball. Die Nationalmannschaft ist dem Deutschen Fußball-Bund unterstellt und wurde 1992 als U-16-Nationalmannschaft gegründet. Seit dem Sommer 2001 besteht die Altersgrenze von 17 Jahren. Trainiert wird die Mannschaft von Sabine Loderer.
Die deutsche Auswahl wurde in den Jahren 2008, 2009, 2012, 2014, 2016, 2017, 2019 und 2022 Europameister und ist damit Rekordeuropameister. 2010 und 2011 gewann man bei der Europameisterschaft jeweils das Spiel um Platz 3. Nur 2013 wurde die Endrunde nicht erreicht. Sie ist die einzige europäische Mannschaft, die sich für alle sieben Weltmeisterschaften qualifizieren konnte. Bei der ersten Weltmeisterschaft 2008 erreichte sie den dritten Platz. 2014 schied sie als erste deutsche Frauennationalmannschaft überhaupt in der Vorrunde einer WM aus.

## Turnierbilanz

### Weltmeisterschaften
| Jahr   | Gastgeber           | Platzierung   |
| ------ | ------------------- | ------------- |
| 2008   | Neuseeland          | 3. Platz      |
| 2010   | Trinidad und Tobago | Viertelfinale |
| 2012   | Aserbaidschan       | 4. Platz      |
| 2014   | Costa Rica          | Vorrunde      |
| 2016   | Jordanien           | Viertelfinale |
| 2018   | Uruguay             | Viertelfinale |
| 2021 1 | Indien 1            | – 1           |
| 2022   | Indien              | 4. Platz      |

### Europameisterschaften
| Jahr   | Gastgeber               | Platzierung        |
| ------ | ----------------------- | ------------------ |
| 2008   | Schweiz                 | Europameister      |
| 2009   | Schweiz                 | Europameister      |
| 2010   | Schweiz                 | 3. Platz           |
| 2011   | Schweiz                 | 3. Platz           |
| 2012   | Schweiz                 | Europameister      |
| 2013   | Schweiz                 | nicht qualifiziert |
| 2014   | England                 | Europameister      |
| 2015   | Island                  | Halbfinale         |
| 2016   | Belarus                 | Europameister      |
| 2017   | Tschechien              | Europameister      |
| 2018   | Litauen                 | 2. Platz           |
| 2019   | Bulgarien               | Europameister      |
| 2020 2 | Schweden 2              | – 2                |
| 2021 2 | Färöer 2                | – 2                |
| 2022   | Bosnien und Herzegowina | Europameister      |
| 2023   | Estland                 | Vorrunde           |
| 2024   | Schweden                | nicht qualifiziert |

### Nordic Cup
| Jahr | Gastgeber   | Platzierung        |
| ---- | ----------- | ------------------ |
| 1988 | Dänemark    | nicht teilgenommen |
| 1989 | Norwegen    | 5. Platz 3         |
| 1990 | Schweden    | nicht teilgenommen |
| 1991 | Finnland    | nicht teilgenommen |
| 1992 | Dänemark    | nicht teilgenommen |
| 1993 | Niederlande | nicht teilgenommen |
| 1994 | Island      | nicht teilgenommen |
| 1995 | Norwegen    | nicht teilgenommen |
| 1996 | Finnland    | nicht teilgenommen |
| 1997 | Schweden    | 4. Platz (U16)     |
| 1998 | Dänemark    | Sieger             |
| 1999 | Niederlande | 4. Platz           |
| 2000 | Finnland    | 2. Platz           |
| 2001 | Norwegen    | Sieger             |
| 2002 | Island      | 6. Platz           |
| 2003 | Schweden    | 2. Platz           |
| 2004 | Dänemark    | 3. Platz           |
| 2005 | Norwegen    | Sieger             |
| 2006 | Finnland    | 3. Platz           |
| 2007 | Norwegen    | 3. Platz           |
| 2008 | Island      | Sieger (U16)       |
| 2009 | Schweden    | 2. Platz (U16)     |
| 2010 | Dänemark    | 2. Platz (U16)     |
| 2011 | Finnland    | 7. Platz (U16)     |
| 2012 | Norwegen    | 5. Platz (U16)     |
| 2013 | Island      | Sieger (U16)       |
| 2014 | Schweden    | Sieger (U16)       |
| 2015 | Dänemark    | 2. Platz (U16)     |
| 2016 | Norwegen    | 2. Platz (U16)     |
| 2017 | Finnland    | 3. Platz (U16)     |
| 2018 | Norwegen    | 5. Platz (U16)     |
| 2019 | Schweden    | Sieger (U16)       |

## Rekordspielerinnen
| Spiele | Name |
| ------ | --- |
| 30     | Marie Pollmann |
| 28     | Katharina Baunach Stefanie Draws                                                                                                  |
| 27     | Lynn Mester |
| 25     | Sara Däbritz Marina Hegering Valeria Kleiner Alexandra Popp Sabrina Rastetter Tessa Rinkes Christina Schellenberg Carolin Schiewe |

## Rekordtorschützinnen
| Tore | Name                                      |
| ---- | ----------------------------------------- |
| 22   | Kyra Malinowski                           |
| 20   | Dzsenifer Marozsán                        |
| 18   | Lena Petermann                            |
| 17   | Nicole Anyomi Jasmin Sehan Alexandra Popp |
| 16   | Shekiera Martinez                         |
| 15   | Sara Däbritz Célia Okoyino da Mbabi       |
| 14   | Fabienne Dongus                           |
| 13   | Lynn Mester Marie Pollmann                |
| 12   | Ivana Fuso                                |
| 11   | Christina Arend Anna-Lena Stolze          |

Stand: 14. Mai 2017

## Länderspiele
Folgende Pflichtspiele absolvierte die deutsche U-17-Nationalmannschaft seit ihrer Gründung bei Welt- und Europameisterschaften:
| Datum              | Austragungsort                     | Gegner                  | Ergebnis               | Turnier             | Torschützinnen                                                                                                 |
| ------------------ | ---------------------------------- | ----------------------- | ---------------------- | ------------------- | --- |
| 20. Mai 2008       | Nyon (Schweiz)                     | Dänemark                | 1:0 (1:0)              | EM-Halbfinale       | Marozsán 44′                                                                                                   |
| 23. Mai 2008       | Nyon (Schweiz)                     | Frankreich              | 3:0 (1:0)              | EM-Finale           | Marozsán 35′, Popp 51′, Rudelic 72′                                                                            |
| 29. Oktober 2008   | Christchurch (Neuseeland)          | Costa Rica              | 5:0 (3:0)              | WM-Vorrunde         | Mester 17′, Marozsán 34, 43′, Knaak 51′, Kemme 66′                                                             |
| 1. November 2008   | Christchurch (Neuseeland)          | Ghana                   | 3:2 (2:0)              | WM-Vorrunde         | Marozsán 5 (Elfm.), 35′, Maier 69′                                                                             |
| 4. November 2008   | Hamilton (Neuseeland)              | Nordkorea               | 1:1 (1:0)              | WM-Vorrunde         | Popp 3′ |
| 8. November 2008   | Wellington (Neuseeland)            | Kanada                  | 3:1 (2:1)              | WM-Viertelfinale    | Marozsán 4, 78′, Mester 35′                                                                                    |
| 13. November 2008  | Christchurch (Neuseeland)          | USA                     | 1:2 (1:0)              | WM-Halbfinale       | Popp 6′ |
| 16. November 2008  | Auckland (Neuseeland)              | England                 | 3:0 (1:0)              | WM-Spiel um Platz 3 | Wesely 11′, Knaak 74′, Mester 88′                                                                              |
| 22. Juni 2009      | Nyon (Schweiz)                     | Frankreich              | 4:1 (2:1)              | EM-Halbfinale       | Malinowski 30, 46, 75′, Doppler 36′                                                                            |
| 25. Juni 2009      | Nyon (Schweiz)                     | Spanien                 | 7:0 (2:0)              | EM-Finale           | Mester 3′, Malinowski 17, 42, 45, 50, 80′, Elsig 67 (Elfm.)′                                                   |
| 22. Juni 2010      | Nyon (Schweiz)                     | Irland                  | 0:1 (0:1)              | EM-Halbfinale       | |
| 26. Juni 2010      | Nyon (Schweiz)                     | Niederlande             | 3:0 (1:0)              | EM-Spiel um Platz 3 | Petermann 23′, Leupolz 56′, Chojnowski 70′                                                                     |
| 5. September 2010  | Scarborough (Trinidad und Tobago)  | Mexiko                  | 9:0 (5:0)              | WM-Vorrunde         | Lotzen 4, 35′, Petermann 12, 13, 72′, Malinowski 42, 55, 66′, Demann 47′                                       |
| 8. September 2010  | Scarborough (Trinidad und Tobago)  | Südafrika               | 10:1 (9:1)             | WM-Vorrunde         | Lotzen 12′, Malinowski 19, 29, 36, 57′, Leupolz 24, 25′, Petermann 35, 37′, Seoposenwe 45′                     |
| 12. September 2010 | Arima (Trinidad und Tobago) 1      | Südkorea                | 3:0 (0:0)              | WM-Vorrunde         | Schmid 72′, Lotzen 76′, Chojnowski 90′                                                                         |
| 16. September 2010 | Marabella (Trinidad und Tobago)    | Nordkorea               | 0:1 (0:1)              | WM-Viertelfinale    | |
| 28. Juli 2011      | Nyon (Schweiz)                     | Frankreich              | 5:6 i. E. (2:2, 1:0) 2 | EM-Halbfinale       | Magull 8′, Jäger 68′ Elfmeterschießen: Magull, Seifert, Petermann, Däbritz, Bröckl, Leupolz                    |
| 31. Juli 2011      | Nyon (Schweiz)                     | Island                  | 8:2 (5:0)              | EM-Spiel um Platz 3 | Däbritz 12′, Magull 15, 40, 47 (Elfm.)′, Jäger 26, 38, 67′, Leupolz 69′                                        |
| 26. Juni 2012      | Nyon (Schweiz)                     | Dänemark                | 2:0 (0:0)              | EM-Halbfinale       | Bremer 71′, Däbritz 83′                                                                                        |
| 29. Juni 2012      | Nyon (Schweiz)                     | Frankreich              | 4:3 i. E. (1:1, 0:0) 2 | EM-Finale           | Bremer 67′ Elfmeterschießen: Beil, Panfil, Streng, Lückel                                                      |
| 23. September 2012 | Baku (Aserbaidschan)               | Ghana                   | 2:1 (2:0)              | WM-Vorrunde         | Beil 13′, Bremer 19′                                                                                           |
| 26. September 2012 | Baku (Aserbaidschan)               | Volksrepublik China     | 1:1 (0:1)              | WM-Vorrunde         | Kießling 90′                                                                                                   |
| 30. September 2012 | Lənkəran (Aserbaidschan)           | Uruguay                 | 5:2 (1:1)              | WM-Vorrunde         | Däbritz 14, 64′, Knaak 48′, Kießling 65′, Beck 80 (Elfm.)′                                                     |
| 5. Oktober 2012    | Baku (Aserbaidschan)               | Brasilien               | 2:1 (1:1)              | WM-Viertelfinale    | Däbritz 31′, Knaak 90′                                                                                         |
| 9. Oktober 2012    | Baku (Aserbaidschan)               | Nordkorea               | 1:2 (0:1)              | WM-Halbfinale       | Knaak 62′ |
| 13. Oktober 2012   | Baku (Aserbaidschan)               | Ghana                   | 0:1 (0:1)              | WM-Spiel um Platz 3 | |
| 26. November 2013  | Hinckley (England)                 | Schottland              | 4:2 (3:0)              | EM-Vorrunde         | Meier 9′, Sehan 12, 35, 77′                                                                                    |
| 29. November 2013  | Telford (England)                  | Frankreich              | 4:0 (2:0)              | EM-Vorrunde         | Sehan 4′, Ehegötz 26′, Walkling 42′, Specht 71′                                                                |
| 2. Dezember 2013   | Hinckley (England)                 | Spanien                 | 0:4 (0:1)              | EM-Vorrunde         | |
| 5. Dezember 2013   | Chesterfield (England) 3           | Italien                 | 1:0 (1:0)              | EM-Halbfinale       | Walkling 15′                                                                                                   |
| 8. Dezember 2013   | Chesterfield (England)             | Spanien                 | 3:1 i. E. (1:1, 0:1) 2 | EM-Finale           | Hartig 76′ Elfmeterschießen: Meier, Sehan, Widak, Hartig                                                       |
| 15. März 2014      | Liberia (Costa Rica)               | Kanada                  | 2:2 (0:2)              | WM-Vorrunde         | Ehegötz 65′, Fellhauer 68′                                                                                     |
| 18. März 2014      | Liberia (Costa Rica)               | Ghana                   | 0:1 (0:1)              | WM-Vorrunde         | |
| 22. März 2014      | Alajuela (Costa Rica)              | Nordkorea               | 3:4 (3:3)              | WM-Vorrunde         | Ehegötz 5′, Sehan 12′, Walkling 24′                                                                            |
| 22. Juni 2015      | Grindavík (Island)                 | Island                  | 5:0 (2:0)              | EM-Vorrunde         | Krug 5′, Sanders 35, 43′, J. Dallmann 70′, Orschmann 73′                                                       |
| 25. Juni 2015      | Akranes (Island)                   | Spanien                 | 0:4 (0:3)              | EM-Vorrunde         | |
| 28. Juni 2015      | Reykjavík (Island)                 | England                 | 5:0 (2:0)              | EM-Vorrunde         | Pawollek 2′, Sanders 37, 46, 72, 80′                                                                           |
| 1. Juli 2015       | Reykjavík (Island)                 | Schweiz                 | 0:1 (0:0)              | EM-Halbfinale       | |
| 4. Mai 2016        | Sluzk (Belarus)                    | Spanien                 | 2:2 (0:0)              | EM-Vorrunde         | Bühl 44, 74′                                                                                                   |
| 7. Mai 2016        | Schodsina (Belarus)                | Italien                 | 0:0                    | EM-Vorrunde         | |
| 10. Mai 2016       | Baryssau (Belarus)                 | Tschechien              | 4:0 (3:0)              | EM-Vorrunde         | Ziegler 7, 22′, Müller 36, 51′                                                                                 |
| 13. Mai 2016       | Schodsina (Belarus)                | England                 | 4:3 (1:1)              | EM-Halbfinale       | Ziegler 29, 70′, Bühl 41′, Pawollek 57′                                                                        |
| 16. Mai 2016       | Baryssau (Belarus)                 | Spanien                 | 3:2 i. E. (0:0, 0:0) 2 | EM-Finale           | Elfmeterschießen: Gwinn, Minge, Pawollek, Müller, Siems                                                        |
| 30. September 2016 | Irbid (Jordanien)                  | Venezuela               | 2:1 (1:0)              | WM-Vorrunde         | Gwinn 7′, Bühl 74′                                                                                             |
| 3. Oktober 2016    | Amman (Jordanien)                  | Kanada                  | 1:1 (1:1)              | WM-Vorrunde         | Gwinn 45′ |
| 7. Oktober 2016    | Zarqa (Jordanien)                  | Kamerun                 | 2:0 (1:0)              | WM-Vorrunde         | Gwinn 15′, Oberdorf 72′                                                                                        |
| 12. Oktober 2016   | Amman (Jordanien)                  | Spanien                 | 1:2 (0:2)              | WM-Viertelfinale    | Oberdorf 90′                                                                                                   |
| 2. Mai 2017        | Přeštice (Tschechien)              | Spanien                 | 4:1 (1:0)              | EM-Vorrunde         | Oberdorf 27′, Kössler 48′, Rackow 78′, Nüsken 79′                                                              |
| 5. Mai 2017        | Příbram (Tschechien)               | Frankreich              | 2:1 (1:0)              | EM-Vorrunde         | Kössler 20, 43′                                                                                                |
| 8. Mai 2017        | Příbram (Tschechien)               | Tschechien              | 5:1 (0:1)              | EM-Vorrunde         | Anyomi 41, 53′, Wieder 59′, Schneider 74′, Rackow 80′                                                          |
| 11. Mai 2017       | Příbram (Tschechien)               | Norwegen                | 3:2 i. E. (1:1, 0:1) 2 | EM-Halbfinale       | Lohmann 44′ Elfmeterschießen: Wieder, Rackow, Lohmann, Kössler, Nüsken, Brunner                                |
| 14. Mai 2017       | Pilsen (Tschechien)                | Spanien                 | 3:1 i. E. (0:0, 0:0) 2 | EM-Finale           | Elfmeterschießen: Oberdorf, Bahnemann, Wieder, Kössler                                                         |
| 9. Mai 2018        | Marijampolė (Litauen)              | Finnland                | 2:1 (0:0)              | EM-Vorrunde         | Martinez 71, 80′                                                                                               |
| 12. Mai 2018       | Šiauliai (Litauen)                 | Niederlande             | 2:2 (0:1)              | EM-Vorrunde         | Martinez 73′, Donhauser 80′                                                                                    |
| 15. Mai 2018       | Alytus (Litauen)                   | Litauen                 | 8:0 (1:0)              | EM-Vorrunde         | Corley 35′, Fuso 44′, Weidauer 47, 80′, Martinez 56, 57, 65′, Fudalla 76′                                      |
| 18. Mai 2018       | Alytus (Litauen)                   | England                 | 8:0 (3:0)              | EM-Halbfinale       | Rendell 23′, Martinez 27, 44, 61′, Köster 30, 72′, Fuso 50′, Fudalla 64′                                       |
| 21. Mai 2018       | Marijampolė (Litauen)              | Spanien                 | 0:2 (0:0)              | EM-Finale           | |
| 14. November 2018  | Colonia del Sacramento (Uruguay)   | Nordkorea               | 4:1 (2:0)              | WM-Vorrunde         | Blümel 14′, Corley 35, 70′, Weidauer 84′                                                                       |
| 17. November 2018  | Colonia del Sacramento (Uruguay)   | Kamerun                 | 0:1 (0:0)              | WM-Vorrunde         | |
| 21. November 2018  | Montevideo (Uruguay)               | USA                     | 4:0 (2:0)              | WM-Vorrunde         | Fudalla 4′, Martinez 32, 65′, Donhauser 89′                                                                    |
| 25. November 2018  | Montevideo (Uruguay)               | Kanada                  | 0:1 (0:0)              | WM-Viertelfinale    | |
| 5. Mai 2019        | Albena (Bulgarien)                 | England                 | 4:0 (3:0)              | EM-Vorrunde         | Bernhardt 12 (Elfm.)′, Woldmann 23′, Weidauer 31′, Gräwe 90′                                                   |
| 8. Mai 2019        | Dobritsch (Bulgarien)              | Niederlande             | 2:3 (1:3)              | EM-Vorrunde         | Rohde 24′, Wamser 81′                                                                                          |
| 11. Mai 2019       | Albena (Bulgarien)                 | Österreich              | 3:1 (2:0)              | EM-Vorrunde         | Wamser 17, 69′, Weidauer 39′                                                                                   |
| 14. Mai 2019       | Dobritsch (Bulgarien)              | Portugal                | 2:0 (1:0)              | EM-Halbfinale       | Weidauer 25′, Wamser 50′                                                                                       |
| 17. Mai 2019       | Albena (Bulgarien)                 | Niederlande             | 3:2 i. E. (1:1, 1:1) 2 | EM-Finale           | Weidauer 19′ Elfmeterschießen: Weidauer, Pollak, Steck, Rohde, Kowalski, Schiemann                             |
| 3. Mai 2022        | Zenica (Bosnien und Herzegowina)   | Dänemark                | 2:0 (2:0)              | EM-Vorrunde         | Platner 3′, Stoldt 10′                                                                                         |
| 6. Mai 2022        | Sarajevo (Bosnien und Herzegowina) | Niederlande             | 2:0 (0:0)              | EM-Vorrunde         | Tolhoek 59′, Platner 83′                                                                                       |
| 9. Mai 2022        | Sarajevo (Bosnien und Herzegowina) | Bosnien und Herzegowina | 2:0 (0:0)              | EM-Vorrunde         | Alber 54, 88′                                                                                                  |
| 12. Mai 2022       | Zenica (Bosnien und Herzegowina)   | Frankreich              | 1:0 (1:0)              | EM-Halbfinale       | Şehitler 40′                                                                                                   |
| 15. Mai 2022       | Sarajevo (Bosnien und Herzegowina) | Spanien                 | 3:2 i. E. (2:2, 1:1) 2 | EM-Finale           | Stoldt 15′, Alber 88′ Elfmeterschießen: Veit, Bender, Şehitler, Gloning                                        |
| 11. Oktober 2022   | Margao (Indien)                    | Nigeria                 | 2:1 (0:1)              | WM-Vorrunde         | Stoldt 49′, Alber 61′                                                                                          |
| 14. Oktober 2022   | Margao (Indien)                    | Chile                   | 6:0 (3:0)              | WM-Vorrunde         | Veit 20′, Şehitler 25′, Alber 40′, Steiner 58 (Elfm.)′, Bender 60′ Portella 90+5′                              |
| 17. Oktober 2022   | Margao (Indien)                    | Neuseeland              | 3:1 (1:1)              | WM-Vorrunde         | Bender 5, 54′, Şehitler 60 (Elfm.)′                                                                            |
| 21. Oktober 2022   | Navi Mumbai (Indien)               | Brasilien               | 2:0 (1:0)              | WM-Viertelfinale    | Steiner 23′, Krüger 90.+5′                                                                                     |
| 26. Oktober 2022   | Margao (Indien)                    | Spanien                 | 0:1 (0:0)              | WM-Halbfinale       | |
| 30. Oktober 2022   | Navi Mumbai (Indien)               | Nigeria                 | 3:2 i. E. (3:3, 1:0)   | WM-Spiel um Platz 3 | Jella Veit 75′, Paulina Bartz 85′, Loreen Bender 90.+1′ Elfmeterschießen: Veit, Platner, Bender, Janzen, Bartz |
| 14. Mai 2023       | Tallinn (Estland)                  | Spanien                 | 0:2 (0:1)              | EM-Vorrunde         | |
| 17. Mai 2023       | Tallinn (Estland)                  | Estland                 | 5:0 (3:0)              | EM-Vorrunde         | |
| 20. Mai 2023       | Tallinn (Estland)                  | Schweiz                 | 1:2 (0:1)              | EM-Vorrunde         | |